# Transavia Corporation

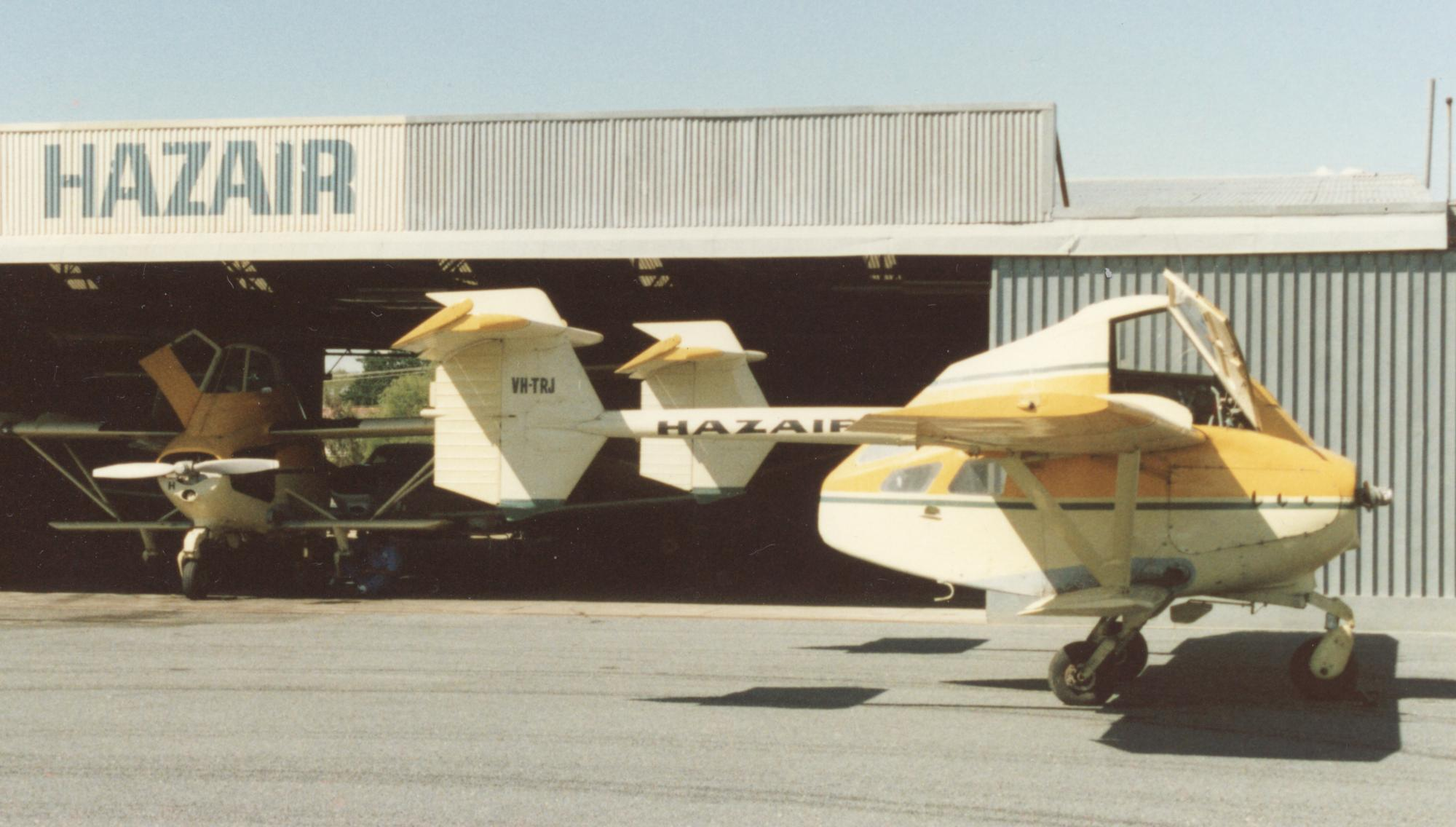
PL-12 Airtruk in Albury, maart 1988

Transavia Corporation Pty Ltd (1965–1985) was een Australische vliegtuigfabrikant.

## Geschiedenis
Transavia Corporation werd in 1965 opgericht als dochter van Transfield NSW Pty om vliegtuigen voor gebruik in de landbouw te ontwikkelen.
In 1956 ontwierp Luigi Pellarini in Nieuw-Zeeland het Kingsford Smith PL-7 tankvliegtuig. Dit vliegtuig, waarvan slechts één exemplaar gebouwd werd, bevatte onderdelen van de T-6 Texan en een Cheetah-motor. Pellarini legde hiermee de basis voor de Airtruck. Het Nieuw-Zeelandse bedrijf Bennet Aviation (later Waitomo Aircraft Ltd) werkte Pellarini's idee verder uit en bouwde begin jaren zestig twee PL-11 Airtrucks.
In 1965 nam Transavia Corporation het ontwerp over. Verdere ontwikkelingen door dit bedrijf leidden tot de Transavia PL-12 Airtruk.

## Toestellen
De PL-11, die aan het ontwerp van de PL-12 ten grondslag lag, was weliswaar een middenvleugelige eendekker, maar hij had onderaan de romp een kleine "ondervleugel" waarop de steunbalken voor de échte vleugel stonden en waaraan twee van de drie wielen van het landingsgestel bevestigd waren. Aan beide zijden van het toestel liep een slanke draagbalk naar achteren. Aan het einde van elk van die draagbalken, die niet met elkaar verbonden waren, waren een hoogte- en een richtingsroer bevestigd.

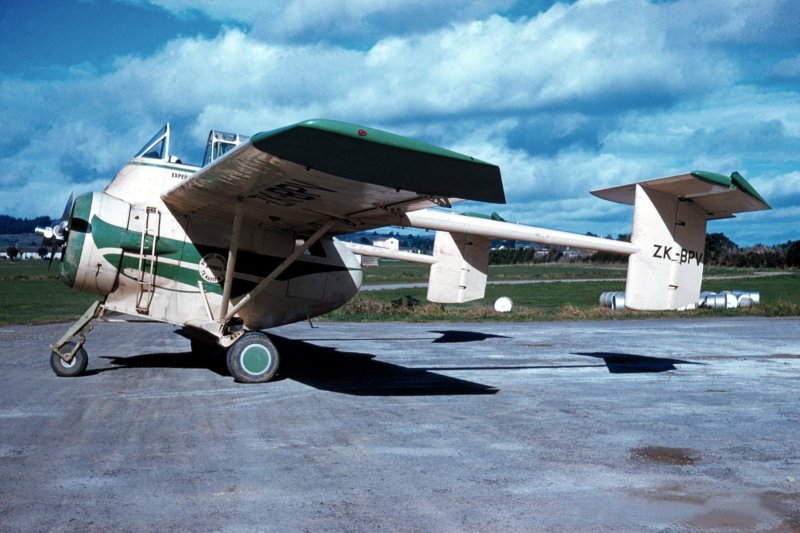
Een PL-11

De cockpit van de PL-12 bevond zich boven op de romp die een nogal stompe neus had. Die stompe neus zorgde voor beter zicht bij laag vliegen. De chemicaliëntank zat onder de zitplaats van de piloot en had een vulopening net achter de cockpit. Er was ook een versie die speciaal bedoeld was om vracht te vervoeren. De eerste PL-12's werden aangedreven met een Continental IO-520-D met een vermogen van 300 pk.
Verdere verfijningen in het ontwerp leidden in 1981 tot de PL-12-300 Skyfarmer, die een versterkte romp en een grotere cockpit had. Het laatste model was de PL-12-400 die voorzien was van een 400 pk Lycoming IO-720-motor, een groter kielvlak en een lager geplaatste ondervleugel.
Toen Transavia Corporation rond 1985 stopte, had het bedrijf 118 Airtruks geproduceerd. Een aantal daarvan wordt nog steeds gebruikt.